# Élections législatives de 1958 en Charente-Maritime
Les élections législatives françaises de 1958 se déroulent les 23 et 30 novembre 1958. Dans le département de la  Charente-Maritime, cinq députés sont à élire dans le cadre de cinq circonscriptions.

## Élus
| Circonscription | Député élu                   | Parti | Parti         |
| --------------- | ---------------------------- | ----- | ------------- |
| 1re             | Alain de Lacoste-Lareymondie |       | CNIP          |
| 2e              | Albert Bignon                |       | UNR           |
| 3e              | André Brugerolle             |       | Divers droite |
| 4e              | André Bégouin                |       | CNIP          |
| 5e              | André Lacaze                 |       | CNIP          |

## Résultats

### Résultats à l'échelle du département
| Parti          | Parti                                            | Premier tour | Premier tour | Second tour | Second tour | Sièges |
| Parti          | Parti                                            | Voix         | %            | Voix        | %           | Sièges |
| -------------- | ------------------------------------------------ | ------------ | ------------ | ----------- | ----------- | ------ |
|                | Union pour la nouvelle République                | 40 420       | 20,19        | 49 864      | 25,07       | 1      |
|                | Centre national des indépendants et paysans      | 36 266       | 18,11        | 50 507      | 25,40       | 3      |
|                | Divers droite                                    | 13 532       | 6,76         | 20 667      | 10,39       | 1      |
|                | Modérés                                          | 13 449       | 6,72         | 8 696       | 4,37        | 0      |
|                | Droite parlementaire                             | 103 667      | 51,78        | 129 734     | 65,23       | 5      |
|                |                                                  |              |              |             |             |        |
|                | Parti républicain, radical et radical-socialiste | 28 718       | 14,34        | 33 182      | 16,68       | 0      |
|                | Parti communiste français                        | 29 886       | 14,93        | 30 218      | 15,19       | 0      |
|                | Section française de l'Internationale ouvrière   | 18 017       | 9,00         | 3 865       | 1,94        | 0      |
|                | Union et fraternité française                    | 7 740        | 3,87         | 1 884       | 0,95        | 0      |
|                | Rassemblement des gauches républicaines          | 5 273        | 2,63         | Retrait     | Retrait     | 0      |
|                | Mouvement républicain populaire                  | 2 623        | 1,31         | Retrait     | Retrait     | 0      |
|                | Radicaux centristes                              | 2 370        | 1,18         | Retrait     | Retrait     | 0      |
|                | Centre républicain                               | 1 918        | 0,96         |             |             | 0      |
|                |                                                  |              |              |             |             |        |
| Inscrits       | Inscrits                                         | 284 409      | 100,00       | 284 085     | 100,00      | 5      |
| Abstentions    | Abstentions                                      | 78 782       | 27,7         | 81 535      | 28,7        |        |
| Votants        | Votants                                          | 205 627      | 72,3         | 202 550     | 71,3        |        |
| Blancs et nuls | Blancs et nuls                                   | 5 415        | 2,63         | 3 667       | 1,81        |        |
| Exprimés       | Exprimés                                         | 200 212      | 97,37        | 198 883     | 98,19       |        |

#### Résultat par partis
| Partis         | Partis                                                   | 1er tour | 1er tour | 1er tour | 1er tour | 2d tour | 2d tour       | 2d tour | 2d tour | Sièges | Sièges |
| Partis         | Partis                                                   | Voix     | %        | +/-      | Élus     | Voix    | %             | +/-     | Élus    | Total  | +/-    |
| -------------- | -------------------------------------------------------- | -------- | -------- | -------- | -------- | ------- | ------------- | ------- | ------- | ------ | ------ |
|                | Union pour la nouvelle République (UNR)                  | 40 420   | 20,19    | Nv       | 0        | 49 864  | 25,07         | 4,88    | 1       | 1      | Nv     |
|                | Centre national des indépendants et paysans (CNIP)       | 36 266   | 18,11    | 6,43     | 0        | 50 507  | 25,40         | 7,29    | 3       | 3      | 2      |
|                | Parti communiste français (PCF)                          | 29 886   | 14,93    | 5,72     | 0        | 30 218  | 15,19         | 0,26    | 0       | 0      | 1      |
|                | Divers droite (DVD)                                      | 24 898   | 12,44    | Nv       | 0        | 29 363  | 14,76         | 2,32    | 1       | 1      | Nv     |
|                | Section française de l'Internationale ouvrière (SFIO)    | 18 017   | 9,00     | 1,79     | 0        | 3 865   | 1,94          | 7,06    | 0       | 0      | 1      |
|                | Parti républicain, radical et radical-socialiste (PRRRS) | 17 639   | 8,81     | 3,66     | 0        | 16 283  | 8,19          | 0,62    | 0       | 0      | 1      |
|                | Divers gauche (DVG)                                      | 11 079   | 5,53     | Nv       | 0        | 16 899  | 8,50          | 2,97    | 0       | 0      | Nv     |
|                | Union et fraternité française (UFF)                      | 7 740    | 3,87     | 17,72    | 0        | 1 884   | 0,95          | 2,92    | 0       | 0      | 1      |
|                | Rassemblement des gauches républicaines (RGR)            | 5 273    | 2,63     | Nv       | 0        |         |               |         |         | 0      | Nv     |
|                | Centre républicain (CR)                                  | 4 288    | 2,14     | Nv       | 0        | 0       | Nv            |         |         |        |        |
|                | Mouvement républicain populaire (MRP)                    | 2 623    | 1,31     | 2,35     | 0        | 0       | en stagnation |         |         |        |        |
|                | Sans étiquette (SE)                                      | 2 083    | 1,04     | Nv       | 0        | 0       | Nv            |         |         |        |        |
|                |                                                          |          |          |          |          |         |               |         |         |        |        |
| Inscrits       | Inscrits                                                 | 284 409  | 100,00   |          |          | 284 085 | 100,00        |         |         |        |        |
| Votants        | Votants                                                  | 205 627  | 72,30    | 5,57     | 0        | 202 550 | 71,30         | 1       | 5       | 5      | 1      |
| Abstentions    | Abstentions                                              | 78 782   | 27,70    |          |          | 81 535  | 28,70         |         |         |        |        |
| Blancs et nuls | Blancs et nuls                                           | 5 415    | 1,90     | 3 667    | 1,29     |         |               |         |         |        |        |
| Exprimés       | Exprimés                                                 | 200 212  | 70,40    | 198 883  | 70,01    |         |               |         |         |        |        |

### Résultats par circonscription

#### Première circonscription (La Rochelle)
| Candidat                    | Candidat                         | Parti          | Premier tour | Premier tour | Second tour | Second tour |  |
| Candidat                    | Candidat                         | Parti          | Voix         | %            | Voix        | %           |  |
| --------------------------- | -------------------------------- | -------------- | ------------ | ------------ | ----------- | ----------- |  |
|                             | Alain de Lacoste-Lareymondie élu | CNIP           | 13 144       | 29,28        | 16 942      | 37,93       |  |
|                             | Michel Noël                      | UNR            | 10 442       | 23,26        | 15 384      | 34,45       |  |
|                             | Georges Gosnat                   | PCF            | 8 585        | 19,13        | 8 470       | 18,97       |  |
|                             | René Baraton                     | SFIO           | 5 296        | 11,8         | 3 865       | 8,65        |  |
|                             | Franc Lapeyre                    | Radsoc         | 2 880        | 6,42         | Retrait     | Retrait     |  |
|                             | Rolland Vidamant                 | MRP            | 2 623        | 5,84         | Retrait     | Retrait     |  |
|                             | Jacques Nail                     | CR             | 1 918        | 4,27         |             |             |  |
|                             |                                  |                |              |              |             |             |  |
| Inscrits                    | Inscrits                         | Inscrits       | 60 199       | 100,00       | 60 196      | 100,00      |  |
| Abstentions                 | Abstentions                      | Abstentions    | 14 386       | 23,9         | 15 025      | 24,96       |  |
| Votants                     | Votants                          | Votants        | 45 813       | 76,1         | 45 171      | 75,04       |  |
| Blancs et nuls              | Blancs et nuls                   | Blancs et nuls | 925          | 2,02         | 510         | 1,13        |  |
| Exprimés                    | Exprimés                         | Exprimés       | 44 888       | 97,98        | 44 661      | 98,87       |  |
| Source : Gallica et CEVIPOF |                                  |                |              |              |             |             |  |

| Parti Étiquette                                 | Parti Étiquette | Candidat                     | 1er tour | 1er tour | 1er tour | 2d tour | 2d tour | 2d tour |
| Parti Étiquette                                 | Parti Étiquette | Candidat                     | Voix     | %        | +/-      | Voix    | %       | +/-     |
| ----------------------------------------------- | --------------- | ---------------------------- | -------- | -------- | -------- | ------- | ------- | ------- |
|                                                 | CNIP            | Alain de Lacoste-Lareymondie | 13 144   | 29,28    |          | 16 942  | 37,93   | 8,65    |
| Indépendants et Paysans                         |                 |                              |          |          |          |         |         |         |
|                                                 | UNR             | Michel Noël                  | 10 442   | 23,26    | Nv       | 15 384  | 34,45   | 11,19   |
| Union pour la Nouvelle République               |                 |                              |          |          |          |         |         |         |
|                                                 | PCF             | Georges Gosnat               | 8 585    | 19,13    |          | 8 470   | 18,97   | 0,16    |
| Parti Communiste Français                       |                 |                              |          |          |          |         |         |         |
|                                                 | SFIO            | René Baraton                 | 5 296    | 11,80    |          | 3 865   | 8,65    | 3,15    |
| Parti Socialiste SFIO                           |                 |                              |          |          |          |         |         |         |
|                                                 | PRRRS           | Franc Lapeyre                | 2 880    | 6,42     |          | Retrait | Retrait | Retrait |
| Parti Républicain Radical et Radical-Socialiste |                 |                              |          |          |          |         |         |         |
|                                                 | MRP             | Rolland Vidamant             | 2 623    | 5,84     |          | Retrait | Retrait | Retrait |
| Mouvement Républicain Populaire                 |                 |                              |          |          |          |         |         |         |
|                                                 | CR              | Jacques Nail                 | 1 918    | 4,27     | Nv       |         |         |         |
| Centre Républicain                              |                 |                              |          |          |          |         |         |         |
|                                                 |                 |                              |          |          |          |         |         |         |
| Inscrits                                        | Inscrits        | Inscrits                     | 60 199   | 100,00   |          | 60 196  | 100,00  |         |
| Votants                                         | Votants         | Votants                      | 45 813   | 76,10    |          | 45 171  | 75,04   | 1,06    |
| Abstention                                      | Abstention      | Abstention                   | 14 386   | 23,90    |          | 15 025  | 24,96   |         |
| Blancs et nuls                                  | Blancs et nuls  | Blancs et nuls               | 925      | 1,54     | 510      | 0,85    |         |         |
| Exprimés                                        | Exprimés        | Exprimés                     | 44 888   | 74,57    | 44 661   | 74,19   |         |         |

#### Deuxième circonscription (Rochefort)
| Candidat                    | Candidat          | Parti          | Premier tour | Premier tour | Second tour | Second tour |  |
| Candidat                    | Candidat          | Parti          | Voix         | %            | Voix        | %           |  |
| --------------------------- | ----------------- | -------------- | ------------ | ------------ | ----------- | ----------- |  |
|                             | Albert Bignon élu | UNR            | 10 963       | 36,34        | 15 912      | 54,22       |  |
|                             | Gérard Noël       | Radsoc         | 4 630        | 15,35        | Retrait     | Retrait     |  |
|                             | Armand Sallé      | PCF            | 4 517        | 14,97        | 4 737       | 16,14       |  |
|                             | Jean Monglond     | Modérés        | 4 245        | 14,07        | 8 696       | 29,63       |  |
|                             | Roger Gaborit     | Radcent        | 2 370        | 7,86         | Retrait     | Retrait     |  |
|                             | André Boucher     | SFIO           | 2 313        | 7,67         | Retrait     | Retrait     |  |
|                             | François Pillon   | UFF            | 1 130        | 3,75         |             |             |  |
|                             |                   |                |              |              |             |             |  |
| Inscrits                    | Inscrits          | Inscrits       | 44 085       | 100,00       | 43 860      | 100,00      |  |
| Abstentions                 | Abstentions       | Abstentions    | 13 149       | 29,83        | 13 932      | 31,76       |  |
| Votants                     | Votants           | Votants        | 30 936       | 70,17        | 29 928      | 68,24       |  |
| Blancs et nuls              | Blancs et nuls    | Blancs et nuls | 768          | 2,48         | 583         | 1,95        |  |
| Exprimés                    | Exprimés          | Exprimés       | 30 168       | 97,52        | 29 345      | 98,05       |  |
| Source : Gallica et CEVIPOF |                   |                |              |              |             |             |  |

| Parti Étiquette                   | Parti Étiquette | Candidat        | 1er tour | 1er tour | 1er tour | 2d tour | 2d tour | 2d tour |
| Parti Étiquette                   | Parti Étiquette | Candidat        | Voix     | %        | +/-      | Voix    | %       | +/-     |
| --------------------------------- | --------------- | --------------- | -------- | -------- | -------- | ------- | ------- | ------- |
|                                   | UNR             | Albert Bignon   | 10 963   | 36,34    | Nv       | 15 912  | 54,22   | 17,88   |
| Union pour la Nouvelle République |                 |                 |          |          |          |         |         |         |
|                                   | PRRRS           | Gérard Noël     | 4 630    | 15,35    |          | Retrait | Retrait | Retrait |
| Union Républicaine                |                 |                 |          |          |          |         |         |         |
|                                   | PCF             | Armand Sallé    | 4 517    | 14,97    |          | 4 737   | 16,14   | 1,17    |
| Parti Communiste Français         |                 |                 |          |          |          |         |         |         |
|                                   | DVD             | Jean Monglond   | 4 245    | 14,07    | Nv       | 8 696   | 29,63   | 15,56   |
| Indépendant                       |                 |                 |          |          |          |         |         |         |
|                                   | CR              | Roger Gaborit   | 2 370    | 7,86     | Nv       | Retrait | Retrait | Retrait |
| Centre Républicain                |                 |                 |          |          |          |         |         |         |
|                                   | SFIO            | André Boucher   | 2 313    | 7,67     |          | Retrait | Retrait | Retrait |
| Parti Socialiste SFIO             |                 |                 |          |          |          |         |         |         |
|                                   | UFF (PPUS)      | François Pillon | 1 130    | 3,75     |          |         |         |         |
| Défense des Libertés              |                 |                 |          |          |          |         |         |         |
|                                   |                 |                 |          |          |          |         |         |         |
| Inscrits                          | Inscrits        | Inscrits        | 44 085   | 100,00   |          | 43 860  | 100,00  |         |
| Votants                           | Votants         | Votants         | 30 936   | 70,17    |          | 29 928  | 68,24   | 1,93    |
| Abstention                        | Abstention      | Abstention      | 13 149   | 29,83    |          | 13 932  | 31,76   |         |
| Blancs et nuls                    | Blancs et nuls  | Blancs et nuls  | 768      | 1,74     | 583      | 1,33    |         |         |
| Exprimés                          | Exprimés        | Exprimés        | 30 168   | 68,43    | 29 345   | 66,91   |         |         |

#### Troisième circonscription (Saint-Jean-d'Angély)
| Candidat                    | Candidat             | Parti          | Premier tour | Premier tour | Second tour | Second tour |  |
| Candidat                    | Candidat             | Parti          | Voix         | %            | Voix        | %           |  |
| --------------------------- | -------------------- | -------------- | ------------ | ------------ | ----------- | ----------- |  |
|                             | André Brugerolle élu | Divers droite  | 11 022       | 33,98        | 20 667      | 63,75       |  |
|                             | Jean Garnier         | RGR            | 5 273        | 16,26        | Retrait     | Retrait     |  |
|                             | Maurice Brillouet    | PCF            | 4 819        | 14,86        | 5 698       | 17,58       |  |
|                             | Charles Pineau       | Radsoc         | 3 854        | 11,88        | 6 054       | 18,67       |  |
|                             | André Dubois         | SFIO           | 3 155        | 9,73         | Retrait     | Retrait     |  |
|                             | Georges Vinet        | UNR            | 2 592        | 7,99         | Retrait     | Retrait     |  |
|                             | Pierre Billy         | UFF            | 1 722        | 5,31         | Retrait     | Retrait     |  |
|                             |                      |                |              |              |             |             |  |
| Inscrits                    | Inscrits             | Inscrits       | 47 912       | 100,00       | 47 920      | 100,00      |  |
| Abstentions                 | Abstentions          | Abstentions    | 14 658       | 30,59        | 14 765      | 30,81       |  |
| Votants                     | Votants              | Votants        | 33 254       | 69,41        | 33 155      | 69,19       |  |
| Blancs et nuls              | Blancs et nuls       | Blancs et nuls | 817          | 2,46         | 736         | 2,22        |  |
| Exprimés                    | Exprimés             | Exprimés       | 32 437       | 97,54        | 32 419      | 97,78       |  |
| Source : Gallica et CEVIPOF |                      |                |              |              |             |             |  |

| Parti Étiquette                         | Parti Étiquette | Candidat          | 1er tour | 1er tour | 1er tour | 2d tour | 2d tour | 2d tour |
| Parti Étiquette                         | Parti Étiquette | Candidat          | Voix     | %        | +/-      | Voix    | %       | +/-     |
| --------------------------------------- | --------------- | ----------------- | -------- | -------- | -------- | ------- | ------- | ------- |
|                                         | DVD             | André Brugerolle  | 11 022   | 33,98    | Nv       | 20 667  | 63,75   | 29,77   |
| Union et Concorde Républicaine          |                 |                   |          |          |          |         |         |         |
|                                         | RGR             | Jean Garnier      | 5 273    | 16,26    | Nv       | Retrait | Retrait | Retrait |
| Rassemblement des Gauches Républicaines |                 |                   |          |          |          |         |         |         |
|                                         | PCF             | Maurice Brillouet | 4 819    | 14,86    |          | 5 698   | 17,58   | 2,72    |
| Parti Communiste Français               |                 |                   |          |          |          |         |         |         |
|                                         | DVG             | Charles Pineau    | 3 854    | 11,88    | Nv       | 6 054   | 18,67   | 6,79    |
| Radical-Socialiste                      |                 |                   |          |          |          |         |         |         |
|                                         | SFIO            | André Dubois      | 3 155    | 9,73     |          | Retrait | Retrait | Retrait |
| Parti Socialiste SFIO                   |                 |                   |          |          |          |         |         |         |
|                                         | UNR             | Georges Vinet     | 2 592    | 7,99     | Nv       | Retrait | Retrait | Retrait |
| Républicain Indépendant d'action rurale |                 |                   |          |          |          |         |         |         |
|                                         | UFF             | Pierre Billy      | 1 722    | 5,31     |          | Retrait | Retrait | Retrait |
| Défense des Libertés                    |                 |                   |          |          |          |         |         |         |
|                                         |                 |                   |          |          |          |         |         |         |
| Inscrits                                | Inscrits        | Inscrits          | 47 912   | 100,00   |          | 47 920  | 100,00  |         |
| Votants                                 | Votants         | Votants           | 33 254   | 69,41    |          | 33 155  | 69,19   | 0,22    |
| Abstention                              | Abstention      | Abstention        | 14 658   | 30,59    |          | 14 765  | 30,81   |         |
| Blancs et nuls                          | Blancs et nuls  | Blancs et nuls    | 817      | 1,71     | 736      | 1,54    |         |         |
| Exprimés                                | Exprimés        | Exprimés          | 32 437   | 67,70    | 32 419   | 67,65   |         |         |

#### Quatrième circonscription (Saintes)
| Candidat                    | Candidat          | Parti          | Premier tour | Premier tour | Second tour | Second tour |  |
| Candidat                    | Candidat          | Parti          | Voix         | %            | Voix        | %           |  |
| --------------------------- | ----------------- | -------------- | ------------ | ------------ | ----------- | ----------- |  |
|                             | André Bégouin élu | CNIP           | 12 045       | 24,77        | 16 600      | 35,11       |  |
|                             | Daniel Daviaud    | Radsoc         | 10 129       | 20,83        | 16 283      | 34,44       |  |
|                             | Roger Faraud      | SFIO           | 7 253        | 14,92        | Retrait     | Retrait     |  |
|                             | Michel Grenot     | Modérés        | 7 121        | 14,64        | Retrait     | Retrait     |  |
|                             | Léon Belly        | PCF            | 6 574        | 13,52        | 6 965       | 14,73       |  |
|                             | Roger Bas         | UNR            | 5 506        | 11,32        | 7 434       | 15,72       |  |
|                             |                   |                |              |              |             |             |  |
| Inscrits                    | Inscrits          | Inscrits       | 69 526       | 100,00       | 69 528      | 100,00      |  |
| Abstentions                 | Abstentions       | Abstentions    | 19 263       | 27,71        | 21 002      | 30,21       |  |
| Votants                     | Votants           | Votants        | 50 263       | 72,29        | 48 526      | 69,79       |  |
| Blancs et nuls              | Blancs et nuls    | Blancs et nuls | 1 635        | 3,25         | 1 244       | 2,56        |  |
| Exprimés                    | Exprimés          | Exprimés       | 48 628       | 96,75        | 47 282      | 97,44       |  |
| Source : Gallica et CEVIPOF |                   |                |              |              |             |             |  |

| Parti Étiquette                       | Parti Étiquette | Candidat       | 1er tour | 1er tour | 1er tour | 2d tour | 2d tour | 2d tour |
| Parti Étiquette                       | Parti Étiquette | Candidat       | Voix     | %        | +/-      | Voix    | %       | +/-     |
| ------------------------------------- | --------------- | -------------- | -------- | -------- | -------- | ------- | ------- | ------- |
|                                       | CNIP            | André Bégouin  | 12 045   | 24,77    |          | 16 600  | 35,11   | 10,34   |
| Union des Indépendants et des Paysans |                 |                |          |          |          |         |         |         |
|                                       | PRRRS           | Daniel Daviaud | 10 129   | 20,83    |          | 16 283  | 34,44   | 13,61   |
| Union Républicaine                    |                 |                |          |          |          |         |         |         |
|                                       | SFIO            | Roger Faraud   | 7 253    | 14,92    |          | Retrait | Retrait | Retrait |
| Parti Socialiste SFIO                 |                 |                |          |          |          |         |         |         |
|                                       | DVD             | Michel Grenot  | 7 121    | 14,64    | Nv       | Retrait | Retrait | Retrait |
| Paysan d'Union pour le Salut National |                 |                |          |          |          |         |         |         |
|                                       | PCF             | Léon Belly     | 6 574    | 13,52    |          | 6 965   | 14,73   | 1,21    |
| Parti Communiste Français             |                 |                |          |          |          |         |         |         |
|                                       | UNR             | Roger Bas      | 5 506    | 11,32    | Nv       | 7 434   | 15,72   | 4,40    |
| Union pour la Nouvelle République     |                 |                |          |          |          |         |         |         |
|                                       |                 |                |          |          |          |         |         |         |
| Inscrits                              | Inscrits        | Inscrits       | 69 526   | 100,00   |          | 69 528  | 100,00  |         |
| Votants                               | Votants         | Votants        | 50 263   | 72,29    |          | 48 526  | 69,79   | 2,50    |
| Abstention                            | Abstention      | Abstention     | 19 263   | 27,71    |          | 21 002  | 30,21   |         |
| Blancs et nuls                        | Blancs et nuls  | Blancs et nuls | 1 635    | 2,35     | 1 244    | 1,79    |         |         |
| Exprimés                              | Exprimés        | Exprimés       | 48 628   | 69,94    | 47 282   | 68,00   |         |         |

#### Cinquième circonscription (Royan)
| Candidat                    | Candidat         | Parti                     | Premier tour | Premier tour | Second tour | Second tour |  |
| Candidat                    | Candidat         | Parti                     | Voix         | %            | Voix        | %           |  |
| --------------------------- | ---------------- | ------------------------- | ------------ | ------------ | ----------- | ----------- |  |
|                             | André Lacaze élu | CNIP                      | 11 077       | 25,12        | 16 965      | 37,55       |  |
|                             | Max Brusset      | UNR                       | 10 917       | 24,76        | 11 134      | 24,65       |  |
|                             | Pierre Lis       | Radsoc                    | 7 225        | 16,39        | 10 845      | 24,01       |  |
|                             | Jean Papeau      | PCF                       | 5 391        | 12,23        | 4 348       | 9,62        |  |
|                             | Marcel Bouyer    | UFF                       | 4 888        | 11,09        | 1 884       | 4,17        |  |
|                             | Michel Boucher   | Divers droite (Gaulliste) | 2 510        | 5,69         | Retrait     | Retrait     |  |
|                             | Jean Pillet      | Modérés                   | 2 083        | 4,72         |             |             |  |
|                             |                  |                           |              |              |             |             |  |
| Inscrits                    | Inscrits         | Inscrits                  | 62 687       | 100,00       | 62 581      | 100,00      |  |
| Abstentions                 | Abstentions      | Abstentions               | 17 326       | 27,64        | 16 811      | 26,86       |  |
| Votants                     | Votants          | Votants                   | 45 361       | 72,36        | 45 770      | 73,14       |  |
| Blancs et nuls              | Blancs et nuls   | Blancs et nuls            | 1 270        | 2,8          | 594         | 1,3         |  |
| Exprimés                    | Exprimés         | Exprimés                  | 44 091       | 97,2         | 45 176      | 98,7        |  |
| Source : Gallica et CEVIPOF |                  |                           |              |              |             |             |  |

| Parti Étiquette                             | Parti Étiquette | Candidat         | 1er tour | 1er tour | 1er tour | 2d tour | 2d tour | 2d tour |
| Parti Étiquette                             | Parti Étiquette | Candidat         | Voix     | %        | +/-      | Voix    | %       | +/-     |
| ------------------------------------------- | --------------- | ---------------- | -------- | -------- | -------- | ------- | ------- | ------- |
|                                             | CNIP            | André Lacaze     | 11 077   | 25,12    |          | 16 965  | 37,55   | 12,43   |
| Centre National des Indépendants et Paysans |                 |                  |          |          |          |         |         |         |
|                                             | UNR             | Max Brusset      | 10 917   | 24,76    | Nv       | 11 134  | 24,65   | 0,11    |
| Républicain Social                          |                 |                  |          |          |          |         |         |         |
|                                             | DVG             | Pierre Lis       | 7 225    | 16,39    | Nv       | 10 845  | 24,01   | 7,62    |
| Concentration Républicaine                  |                 |                  |          |          |          |         |         |         |
|                                             | PCF             | Jean Papeau      | 5 391    | 12,23    |          | 4 348   | 9,62    | 2,61    |
| Parti Communiste Français                   |                 |                  |          |          |          |         |         |         |
|                                             | UFF             | Marcel Bouyer    | 4 888    | 11,09    |          | 1 884   | 4,17    | 6,92    |
| Défense des Libertés                        |                 |                  |          |          |          |         |         |         |
|                                             | DVD             | Pierre Veyssière | 2 510    | 5,69     | Nv       | Retrait | Retrait | Retrait |
| Indépendance et Fidélité                    |                 |                  |          |          |          |         |         |         |
|                                             | SE              | Jean Pillet      | 2 083    | 4,72     | Nv       |         |         |         |
| Sans Étiquette                              |                 |                  |          |          |          |         |         |         |
|                                             |                 |                  |          |          |          |         |         |         |
| Inscrits                                    | Inscrits        | Inscrits         | 62 687   | 100,00   |          | 62 581  | 100,00  |         |
| Votants                                     | Votants         | Votants          | 45 361   | 72,36    |          | 45 770  | 73,14   | 0,78    |
| Abstention                                  | Abstention      | Abstention       | 17 326   | 27,64    |          | 16 811  | 26,86   |         |
| Blancs et nuls                              | Blancs et nuls  | Blancs et nuls   | 1 270    | 2,03     | 594      | 0,95    |         |         |
| Exprimés                                    | Exprimés        | Exprimés         | 44 091   | 70,34    | 45 176   | 72,19   |         |         |